# غرطر قريب
غرطر قريب  (الاسم العلمي:Thamnophis proximus) (بالإنجليزية: western ribbon snake)‏ هو نوع من الزواحف يتبع جنس الغرطر من فصيلة الأحناش.